# Calligraphie dans le monde islamique
La calligraphie (arabe : خط ; persan : خطاطی), ou art de bien écrire, est considérée comme l'une des formes d'art les plus importantes dans le monde islamique depuis les origines. On la trouve sur tous types de supports : livres sacrés et profanes, mais aussi architectures, céramiques, métaux, bois, verres, etc. Alors que la calligraphie avait pour but originel d'améliorer les techniques d'écriture, afin de rendre l'écriture arabe claire et lisible, elle s'est progressivement complexifiée, et sa forme plastique a pris le pas sur le sens même de l'écrit.

## Naissance et développement de l'écriture arabe
On connaît, dès avant la naissance de l'islam, plusieurs exemples d'épigraphies notant la langue arabe. Ces inscriptions ont le plus souvent une fonction funéraire ou commerciale. Si les premières, qui remontent au Ier siècle ap. J.-C., utilisent les systèmes d'écritures d'autres langues, à partir du IVe siècle, un système alphabétique particulier est utilisé. Le mode d'écriture de la langue arabe pourrait trouver son origine dans la graphie du syriaque ou du nabatéen ; de nombreux débats agitent encore les spécialistes à ce sujet. D'après F. Déroche, deux systèmes alphabétiques notent les langues sémitiques de l'Arabie préislamique : celui d'Arabie du Sud, qui comprend 27 à 29 consonnes, et celui d'Arabie du Nord, dont l'apparition répond au déclin des civilisations de l'Arabie du Sud au VIe siècle et qui semble moins adapté, puisqu'il ne comprend que 15 à 18 signes.
Quoi qu'il en soit, à l'époque de la révélation coranique au début du VIIe siècle, la notation de la langue arabe est encore assez rudimentaire et limitée en quantité. Ce n'est qu'avec la naissance et la diffusion rapide de l'islam, à partir du milieu du VIIe siècle que l'écriture se développa largement. Plusieurs types de signes diacritiques firent leur apparition pour permettre de distinguer les consonnes notées par le même signe et pour signaler, lorsque le besoin s'en fait sentir, les voyelles brèves. L'invention des points situés au-dessus ou en dessous la lettre pour différencier les consonnes est attribuée, de manière légendaire, à al-Aswad al-Du'alî (mort en 688). L'usage de traits fins ou de points pour noter les voyelles apparaît dans les manuscrits les plus anciens du Coran, mais il est difficile de dater précisément son origine.
Deux facteurs favorisèrent la diffusion et la systématisation de l'écriture de l'arabe : d'une part, la mise par écrit et la copie du Coran, peu de temps après la mort de Mahomet, qui confère un caractère sacré à l'écriture arabe ; d'autre part, l'expansion géographique rapide de l'islam et la naissance d'un empire nécessitant pour le contrôler une administration efficace Ainsi, à la fin du VIIe siècle, le calife omeyyade ʿAbd Al-Malik impose l'usage de l'arabe comme langue de chancellerie dans l'ensemble du monde islamique, interdisant de ce fait l'usage du grec et du pehlevi, encore largement en usage jusqu'alors. L'étendue géographique de l'Islam, depuis l'Espagne jusqu'à l'Inde, entraîna aussi l'usage de l'alphabet arabe pour noter des langues non sémitiques : persan, pashto, différentes formes du turc, ourdou, langues africaines et slaves, etc. Parfois peu adapté à ces langues, l'alphabet arabe subit alors quelques transformations.
D'autres usages permirent le développement de l'écriture de l'arabe au Moyen Âge, en particulier les activités marchandes, la transmission scientifique et l'art. Ce n'est qu'au début du XXe siècle que l'usage de l’alphabet arabe commença à se restreindre, avec les réformes d'Atatürk en Turquie qui imposèrent l'usage de l'alphabet latin, ou encore les réformes soviétiques ayant imposé l'alphabet cyrillique pour les langues d'Asie centrale.

## Symbolisme et fonctions de la calligraphie en terres d'Islam
L'art de la calligraphie s'est développé parallèlement au développement de l'écriture de l'arabe. Ainsi, dès les premiers siècles de l'islam apparaissent aussi bien des formes d'écriture utilitaires que des formes artistiques. Durant toute la période islamique, cette dualité est sensible, et la calligraphie apparaît comme l'art islamique par excellence.
D'après M. Saïd Saggar, cette importance et cette ancienneté de l'art calligraphique sont à relier avant toute chose à l'importance du matériau de base du calligraphe, la lettre, dans la culture arabe. Le calligraphe rappelle ainsi que 

« Les lettres et les caractères disposent, chez les Arabes, d'un mode d'existence et de présence extrêmement fort, rarement égalé ailleurs. Les lettres constituent un ensemble de symboles et de signifiants dotés d'une richesse et d'une influence sociale et spirituelle considérable »

— Mohammed Saïd Saggar, Introduction à l'étude de l'évolution de la calligraphie arabe, p. 102.
Ainsi, plusieurs sourates du Coran sont introduites par des lettres isolées autour desquelles les exégèses sont nombreuses ; de même, un hadith rapporté par Bukharî et Muslim attiribue à Mahomet cette parole « Ce Coran a été révélé sur sept lettres ». Les lettres sont largement utilisées dans le domaine de l'irrationnel (divination, amulettes, astrologie, etc.). Les mystiques se sont aussi largement emparés du sujet.

« L'intérêt pour la lettre a suscité une passion pour l'art de la lettre, de sorte que la calligraphie est devenur la célébration de ses multiples significations tout en se maintenant à la recherche d'une esthétique qui fasse du texte calligraphié un texte lisible, compréhensible et aimé à la fois. »

— Mohammed Saïd Saggar, Introduction à l'étude de l'évolution de la calligraphie arabe, p. 105
Le statut particulier du Coran et du Verbe dans la révélation musulmane sont aussi des enjeux essentiels dans le développement de l'art calligraphique en terres d'islam. Dans une religion où Dieu s'est fait parole, où la révélation divine a été véhiculée par l'archange Gabriel en arabe, la copie du Coran est un acte de piété. Le livre lui-même est un objet qui prend une importance toute particulière dans les sociétés islamisées
Toutefois, la calligraphie n'est pas un art uniquement sacré. Elle est aussi un marqueur visuel de la société islamique, comme le montre l'usage, à partir des réformes d'ʿAbd Al-Malik (696-699), de monnayages entièrement aniconiques et épigraphiés. Selon Oleg Grabar, cette décision est une manière pour le calife omeyyade, d'affirmer l'originalité culturelle de son empire face aux modèles byzantins et sassanides, dans des objets à valeur officielle et symbolique. Cette conception de l'écriture et de la calligraphie comme un marqueur culturel et artistique de l'islam est à rapprocher des difficultés et des querelles qui avaient lieu, à la même période, autour de la représentation figurée. Pour O. Grabar, le fait que « l'écriture arabe s'est avérée comme le procédé iconographique et ornemental majeur » lors de la période de formation de l'art islamique est un des très rares éléments qui donne à l'art islamique un semblant d'unité.

## Évolution des styles

### Hijâzî et kufiques, premiers styles calligraphiques
Les plus anciens exemplaires conservés du Coran sont rédigés en hijâzî, une calligraphie simple, épaisse, penchée vers la droite, et assez élancée. Cette catégorie regroupe toutefois plusieurs styles différents, classés en quatre catégories par François Déroche. Son nom fait référence à la région de la péninsule arabique où se situent les villes saintes de Médine et La Mecque, où ce type d'écriture était probablement en usage au moment de l'apparition de l'Islam. On connaît des exemplaires de Coran calligraphiés en hijâzî jusqu'au VIIIe siècle. Le hijâzî pour ce qui est des manuscrits coraniques concerne une période allant de la prédication de Mahomet à une période se situant entre la fin du VIIe siècle et le début du VIIIe siècle.
Les trois premières inscriptions monumentales de l'Islam se trouvent dans le Dôme du Rocher de Jérusalem, érigé vers 692. Réalisée selon la technique byzantine de la mosaïque à fond d'or, l'inscription principale mesure 240 mètres de long et énonce presque exclusivement des versets coraniques ; deux autres, sur plaque de cuivre, prennent place sur les portes est et nord du monument. Leur calligraphie, comparable à celle présente sur des objets de la même période, montre les signes d'une uniformisation et d'une géométrisation qui doivent être liées aux démarches du calife ʿAbd Al-Malik en ce sens. Elle préfigure les calligraphies kufiques nommées « écritures abbassides anciennes » par François Déroche, et qui constituent l'essentiel des styles calligraphiques utilisés depuis la seconde moitié du VIIIe jusqu'au Xe siècle. Réservés à la réalisation des Corans, ces styles s'éloignent de l'écriture du quotidien, cursive, mais qui ne peut être à cette époque être qualifiée de calligraphie.
Le développement des styles abbassides anciens s'explique par le contexte particulier de la cour abbasside à cette période. Lieu d'intense activité intellectuelle, l'empire abbasside voit se développer des élite urbaine raffinées, et connaît une multitude d'échanges. Au Xe siècle, Ibn Qutayba, fonctionnaire de l'administration abbasside vivant à Baghdad, décrit le bon calligraphe comme un personnage doté d'une excellente éducation: 

« Les Persans ont l'habitude de dire : celui qui ne connaît pas l'art de faire couler l'eau ; le creusement de fossés sur les rives des rivières et dans leurs lits, et le blocage des ravins et la montée et la descente journalière du cours de l'eau ; la perception de la nouvelle lune et les choses qui y sont liées ; l'estimation des échelles, la manière de mesurer le triangle, et le quadrangle, et le trapèze, et l'installation des ponts voûtés et des quais et des roues à eau et des seaux pour mesurer l'eau ; et l'état des instruments pour l'ouvrier et les subtilités de l'arithmétique ; celui-là manque de capacité pour être quelqu'un qui écrit. »

— Ibn Qutayba (828-889), 'Uyun al-akhbar
L'usage du papier, qui s'impose à partir du début du IXe siècle dans l'administration, favorise aussi la production de livres. Les ouvrages calligraphiés connus sont issus de grandes mosquées : Kairouan, Damas, Sana'a, Fustat… Toutefois, ces provenances ne semblent pas induire d'importantes variations en matière calligraphique.
François Déroche distingue cinq groupes (A, B, C, D, E), très inégaux en taille, parmi ces écritures kufiques utilisées dans le monde abbasside pour copier les Corans.  Tous ces styles possèdent néanmoins pour caractéristiques communes un trait marqué, une forte horizontalité, l'utilisation de blancs pour donner aux mots une cadence régulière, la scansion de l'écriture par des éléments verticaux perpendiculaires à la ligne horizontale. Au cours du Xe siècle, le style devient plus élancé et l'horizontalité est moins marquée.

### Deux ruptures auxXe–XIesiècles

#### La naissance dumaghribi
Au Xe siècle les bouleversements du monde islamique se reflètent dans l'art de la calligraphie. Avec le fractionnement politique du Dar al-Islam apparaissent des styles régionaux, notamment le maghribi en Occident musulman (Espagne et Maghreb). Cette calligraphie, dont l'origine exacte est difficile à établir, apparaît tout d'abord dans des textes profanes ; les premiers exemples de Corans calligraphiés en Maghribi ne datent que du XIe siècle. Plusieurs types de maghribi coexistent, de taille diverse, plus ou moins anguleuses. Ils se caractérisent toutefois toutes par de larges courbes et un trait gracile, qui n'use que très modérément du plein et du délié. Les écritures maghribi ont également maintenu plus longtemps que les autres des formes archaïques pour certaines lettres.

#### Calligraphies cursives, styles canoniques et styles secondaires à la cour abbasside
Par ailleurs, dans le monde abbasside, une seconde rupture a eu lieu au Xe siècle, avec la naissance de calligraphies cursives, parfois regroupées abusivement sous l'appellation naskhî. Deux calligraphes sont réputés être à l'origine de cette transformation radicale de la pratique calligraphique : le vizir Ibn Muqla (855/86 - 940) et Ibn al-Bawwab (mort en 1022). Toutefois, ce n'est que deux siècles plus tard que le grand calligraphie Yaqut al-Mutasimi (mort en 1296) aurait atteint la perfection dans la théorisation et la pratique de l'art de l'écriture cursive. Yaqut al-Mutasimi aurait en particulier introduit une révolution en coupant le bec du calame de manière oblique, lui permettant un tracé élégant, avec des pleins et des déliés.
Si les calligraphies cursives étaient déjà utilisées dans l'administration et l'écriture courante, Ibn Muqla est le premier artiste à avoir utilisé la plus courante d'entre elles, le naskhî, pour calligraphier le Coran. Ce faisant, il donne au naskhî une noblesse qu'il ne possédait pas auparavant, et permet également de simplifier la lecture du texte coranique. Ibn Muqla est aussi considéré comme la personne ayant mis au point un système de règles calligraphiques reposant sur le module de la lettre alif, et théorisé les six styles canoniques : naskhî, muhaqqaq, thuluth, riq’â, rayhânî et tawqî’.
Toutefois, il ne faut pas réduire la pratique calligraphie à la cour abbasside à ces six styles. En effet, elle est une composante essentielle de la vie de cour, comme en témoigne al-Ghazâlî dans son manuel de conseils pour une bonne gouvernance : il y explique que la calligraphie est une science indispensable au secrétaire, sur le même plan que l'irrigation, l'astronomie, la médecine et les mathématiques. 

« [Le secrétaire] doit savoir comment couper, manipuler, prendre et poser le calame ; comment exprimer avec son bec tout ce qui est dans son esprit ; et comment se protéger lui-même des excès du calame. Il doit aussi savoir quelles lettres (de l'alphabet) doit être écrite dans une forme allongée, laquelle dans une forme ronde, et laquelle doit être liée aux autres.

En ce qui concerne l'écriture, il doit écrire lisiblement et d'une manière qui fera justice à chaque lettre [...]. »

— al-Ghazâlî, Nashiat al-Muluk
Aux Xe – XIIIe siècles à Baghdad, une grande émulation règne donc et chaque calligraphe développe des styles qui lui sont propres, adaptés à des pratiques particulières : poésie, traités, contrats de vente, finance, défense... Les calligraphes sont nombreux et parmi eux, on trouve plusieurs femmes, comme Fatima al-Baghdadia et Shouhda Bint al-Aberi (1098-1178).

### Une plus grande régionalisation des styles à partir duXIVesiècle

#### Styles persans
Si l'apparition de styles propres à la langue et à la région persanes n'est pas facile à retracer, on observe, à partir du XIVe siècle, l'apparition de nouvelles écritures dans les milieux de chancellerie. Le ta'liq, littéralement écriture « suspendue », est inventé pour rendre difficilement falsifiables les documents officiels. Vers 1370, le nasta'liq, combinaison de naskh et de ta'liq, apparaît simultanément à Tabriz et Chiraz, là encore dans des milieux administratifs.  Son usage se répand largement dans les premières décennies du XVe siècle ; dépassant son usage premier, il devient alors dominant dans la copie de tous les textes en persan, qu'ils soient littéraires, poétiques ou historiques. Il est adopté dans le monde ottoman sous le nom de ta'liq, ce qui crée parfois des confusions. La rédaction du Coran, en milieu persan comme en milieu ottoman, reste toutefois le domaine réservé du naskh. 
Dans la seconde moitié du XVIIe siècle apparaît un nouveau dérivé du nasta'liq, le shekasteh nasta'liq, ou nasta'liq « brisé ». Porté à son apogée par le calligraphe 'Abd al-Majid Taleqani, il n'entre cependant pas en concurrence avec le nasta'liq : son caractère très ornemental, ses multiples ligatures le rendent en effet difficile à lire et à utiliser.